# Gunzgen
Gunzgen är en ort och kommun i distriktet Olten i kantonen Solothurn, Schweiz. Kommunen har 1 712 invånare (2023).